# Margaret Adeoye
Margaret Adetutu Adeoye, angleška atletinja, * 22. april 1985, Lagos, Nigerija.
Nastopila je na poletnih olimpijskih igrah leta 2012, kjer je uvrstila v polfinale teka na 200 m. Na svetovnih prvenstvih je osvojila srebrno medaljo v štafeti 4x400 m leta 2013, na svetovnih dvoranskih prvenstvih bronasto medaljo leta 2014, kot tudi na evropskih prvenstvih leta 2014.